# Notker I di San Gallo
Notker I di San Gallo, noto anche come Notkero il Balbuziente (latino Notcerus Balbulus) (Heligan, 840 – San Gallo, 6 aprile 912), è stato un abate, poeta e compositore tedesco in lingua latina.

## Biografia
Notker proveniva dalla zona svizzera di Toggenburg.
Dopo la morte dei suoi genitori, il padre adottivo lo inviò all'abbazia di San Gallo per dargli una formazione monacale. Secondo Eccardo IV di San Gallo, egli, insieme ai confratelli e amici Tuotilo e Ratperto, ricevette i principali rudimenti dell'arte musicale dai monaci Iso di San Gallo e dall'irlandese Moengal. Molto presto egli avrebbe già iniziato con il redigere i testi gregoriani ampiamente risonanti, i melismatici Jubilus. Secondo alcune testimonianze (Dediche dei Liber Ymnorum) egli utilizzò allo scopo le regole sillabiche apprese da Iso di San Gallo. La sua personalità è descritta nelle Cronache di San Gallo, in cui egli è ritenuto «gracile di corpo, non d'animo, balbuziente nella voce, ma non nello spirito, saldo nelle cose di Dio, paziente nelle avversità, mite in ogni cosa, ma inflessibile nel richiamare i nostri alla disciplina; era un po' timido dinanzi agli accadimenti improvvisi ed inopinati, ma non dinanzi all'assalto dei demoni, ai quali, invece, soleva opporsi audacemente».
Oltre a scrivere le sue ricche ed artistiche poesie, dall'880 fino al 909 fu attivo come cronista e anche come insegnante nella scuola del convento.
Gli aneddoti delle sue Gesta Karoli Magni rispecchiano il suo humour, oltre a contenere notizie storiche di valore.

## Opere letterarie

### Continuatio breviarii Erchanberti
Studio di storia carolingia redatto nell'anno 881 e preparatorio dei Gesta Karoli .

### Gesta Karoli Magni Imperatoris
I Gesta Karoli Magni Imperatoris sono una delle più antiche biografie di Carlo Magno. Notkero progetta l’opera perché si sviluppi entro una partitura in tre libri, cui inizia a lavorare intorno all’883. Tuttavia nell’887, probabilmente a seguito della deposizione di Carlo il Grosso, dedicatario dell’opera, interrompe il lavoro all’altezza del secondo libro, a sua volta lasciato incompiuto. La critica è concorde nel proporre la Vita Karoli Magni di Eginardo quale modello principale da cui Notkero avrebbe tratto ispirazione per una biografia tematica, ordinatamente ripartita per argomenti. La narrazione infatti non segue un andamento regolare, ma procede come successione di episodi autonomi legati da un filo tematico: nel primo libro gli aneddoti rendono conto delle relazioni diplomatiche intrattenute da Carlo in ambito ecclesiastico (de religiositate et ecclesiastica cura), mentre nel secondo libro i racconti sono accomunati dalla materia bellica (de bellicis rebus).
Notkero inserisce questa ricca serie di storie entro uno scambio dialogico con il suo destinatario, dando l’impressione di “voler costruire una cornice letteraria animata da due personaggi, Carlo che ascolta e lui che racconta, quasi una mimesi di intrattenimento orale”. In questa situazione c’è spazio per altri narratori, Werimberto e Adalberto, che, nella prefazione al secondo libro, l’autore, in ossequio alla topica agiografica e storiografica, presenta come fonte informativa dei fatti per garantire la veridicità del suo racconto. Nonostante ciò, spesso i fatti riportati appaiono dubbi sul piano storico e talvolta deliberatamente falsificati.
Di fronte a un quadro così complesso non stupisce che gli interpreti abbiano reagito in modo difforme e non manca chi ha creduto di poter liquidare i Gesta come mera creazione dell’immaginazione di un letterato e perciò priva di valore biografico. La ricerca storica dell’ultimo cinquantennio ha però riconosciuto la “consapevolezza ideologica con cui Notkero opera”, mostrando quanto sia riduttivo bollare i Gesta come opera di un cronachista disinformato o di un narratore in malafede.
Si è piuttosto portati a credere che a Notkero “non interessasse tanto la realtà degli eventi storici, quanto usare la realtà semplificandola e deformandola per veicolare i suoi messaggi o anche per costruire il ritmo narrativo più efficace a veicolarli”.

## Opere musicali

### Liber Hymnorum
Ampia raccolta di sequenze che Notkero compone e allestisce tra gli anni ’70 e ’80 del secolo IX. La dedica a Liutvardo di Vercelli permette di datare la fine dei lavori all’884.
Si tratta essenzialmente di un corpus di testi originali da intonare su specifiche melodie per prolungare il canto dello jubilus alleluiatico. Conobbero una circolazione estesa in area franco occidentale come attesta la loro presenza in un ampio numero di raccolte medievali di sequenze. Nessun esemplare però ne tramanda il canone completo.
Nella prefazione che precede la raccolta, Notkero informa circa la genesi del progetto. L’autore riferisce di un incontro avvenuto nella sua prima giovinezza con un ieromonaco di Jumièges in visita presso il monastero di San Gallo, il quale recava con sé un antifonario in cui alcuni versi erano adattati alla musica. Attratto dalle possibilità che la combinazione di materiale verbale e musicale offriva nella memorizzazione delle lunghissime melodie che accompagnano la celebrazione liturgica, Notker decise di sperimentare forme analoghe.
Il suo contributo fu decisivo per l’affermazione e la diffusione del genere delle sequenze.

## Opere agiografiche

### De sancto Stephano
Si tratta di un ciclo poetico biografico, incentrato sulla figura di Santo Stefano, patrono del Duomo di Metz, scritto probabilmente poco dopo l'anno 883 per Ruodperto, vescovo della città ed ex confratello di Notkero. È trasmessa da un solo manoscritto datato al secolo X e conservato nella biblioteca di San Gallo.
Di fatto è una raccolta di quattro inni che, combinando materiale proveniente da fonti diverse, trattano vari aspetti della vita e dei miracoli di Santo Stefano: nella successione si hanno un inno saffico sul martirio (fonte gli Atti degli apostoli), un carme in endecasillabi sulla scoperta della tomba (fonte la Revelatio sancti Stephani), un inno saffico sui miracoli secondo Agostino (De civitate Dei), un altro inno saffico che trattava i miracoli come presenti in diverse fonti altomedievali, tra cui anche la Vita di San Gallo.

### Martyrologium
L’opera è un martirologio, ossia un calendario che ricorda la memoria di quali martiri è celebrata giorno per giorno e accenna ad alcuni episodi significativi della loro vita.
Ne rimane un solo frammento trasmesso da un manoscritto della biblioteca di San Gallo, ma è lacunoso nelle sezioni dei mesi di giugno, luglio, agosto e dal 27 ottobre in avanti.
Notkero inizia a lavorarci nell’890, dopo aver assunto l’incarico di bibliotecario di San Gallo con l’ingresso in carica di Salomone come abate del monastero. Continua compilarlo almeno fino all’896, ma l'opera rimase probabilmente incompleta.
Le principali fonti di ispirazione per la sua stesura furono i Martyrologia di Rabano Mauro e Adone di Vienne.

### Vita sancti Galli
L’opera fornisce una biografia di San Gallo in tre libri organizzati secondo lo schema agiografico vita – transitus – miracula, ricostruibili però solo in modo frammentario attraverso alcuni brani superstiti: dieci brani dal primo libro, tre dall'inizio del secondo e due frammenti sparsi dal terzo.
Il testo completo infatti è andato perduto dopo il 1600 e ne rimangono solo alcuni excerpta risalenti alla metà del secolo XV, quando l’opera compare a catalogo nella biblioteca di San Gallo.
La vita del santo era già stata raccontata da Vettino e Valafrido Strabone. Proprio con quest’ultimo, se si accettano per vere le parole di Ekkeardo IV, si pone in concorrenza Notkero.
La materia è trattata in forma di dialogo “secondo un modello che ha antecedenti prestigiosi ormai antichi (Sulpicio Severo e Gregorio Magno), ma anche recenti (Pascasio)”, si segnala però la scelta originale di conferire una veste ricercata al dialogo, sviluppandolo nella forma di prosimetro. L’alternarsi delle voci procede dunque attraverso una successione di prose e poesie che sperimentano varie forme metriche e ritmiche.
Il rapporto tra i due interlocutori è vivace, ricco di sarcasmo e di fughe eccentriche rispetto alla vita del santo. Ne consegue la percezione della figura di Gallo come “remota, per non dire pretestuosa”. L’oggetto proprio dell’opera viene respinto sullo sfondo, così che possano emergere l’autore, che si connota come il tipo del vecchio maestro, e il giovane allievo Hartmanno, che agiscono nell’opera come veri e propri personaggi letterari.

## Epistole

### Epistola ad Lantbertum
Breve lettera che Notkero indirizza a Lantbert, la cui identità è allo stato attuale inaccessibile, ma si ipotizza che potesse essere un monaco di San Gallo, confratello dell’autore.
L’opera è trasmessa da un solo manoscritto datato al secolo X e conservato nella biblioteca di San Gallo.
Si tratta di un opuscolo in cui l’autore chiarisce il valore dei segni alfabetici che servivano a integrazione della scrittura neumatica.

### Epistolae
Si tratta di due raccolte epistolari:
- la prima, risalente agli anni  879-884, contiene sette lettere in prosa su questioni private e ecclesiastiche, indirizzate ai confratelli Waldo e Salomone;
- la seconda, risalente agli anni 880-890, contiene dieci epistole metriche agli stessi destinatari.

Entrambe sono confluite nelle Formulae Sangallenses Salomonis III tempore.       

### Notatio de illustribus viris
Con questo titolo sono comunemente note due epistole composte da Notkero su esplicita richiesta del confratello Salomone in occasione della sua consacrazione a diacono, avvenuta nell’885.
I codici più antichi le tramandano come parte iniziale del Liber formularum, una raccolta postuma testimoniata da dodici manoscritti scritti tra il secolo X e il secolo XII. A partire dal secolo XII però, un gruppo di codici inizia a trasmettere le due lettere come testo a sé sotto il titolo di Notatio Notkeri de illustribus viri.
Si tratta essenzialmente di una guida agli autori e ai testi ritenuti indispensabili in un programma di studio volto a formare un ecclesiastico qualificato, sotto il profilo teologico e spirituale, a ricoprire incarichi di alto rango. Sul piano formale si presentano come ampio catalogo commentato e organizzato in sezioni seguendo criteri selettivi e distributivi di varia natura.
Tre sono le sezioni in cui è ripartita la prima lettera:
- in testa vi è un elenco dei più importanti commentari a ciascun libro o gruppo di libri delle Sacre Scritture, di opere che spiegano cioè il testo sacro ex intentione. Ad un primo livello la successione è scandita dal soggetto che trattano e rispetta la suddivisione in libri della Vulgata (Genesi, Esodo, Levitico...). Ciascuna sottosezione organizza poi i commentari secondo il tipo di interpretazione che propongono, ovverosia del ‘senso’ che agisce da chiave interpretativa del passo in questione. Si parte perciò dal senso letterale per affrontare di seguito quello allegorico, morale e anagogico. Alla prassi ermeneutica si interseca però un criterio didascalico-pedagogico, che regola il graduale avanzamento nella lettura in modo direttamente proporzionale alla difficoltà richiesta dall’esegesi patristica[18]. Sono state tuttavia sollevate perplessità legate alla difficoltà di individuare un nitido confine tra i due criteri, stante l’impossibilità di chiarire se la priorità del senso letterale dipenda dalla sua posizione nel sistema dei sensi o dal naturale ordine di apprendimento;
- segue poi un elenco di opere che, seppur nella contingenza di una trattazione non intenzionalmente connessa al commento di un libro delle Scritture, ne interpretano un cospicuo numero di versetti ex occasione disputationis. Venendo meno la possibilità di distribuire il materiale applicando il criterio tematico, l’ordine di presentazione è scandito dall’autore;
- il terzo ed ultimo elenco è dedicato alla poesia. Notkero non bandisce tout-court la lettura di versi, ma invita a fruirne unicamente tramite una precisa rosa di autori cristiani.

La è complementare alla prima, un’appendice integrativa che cita in aggiunta opere di Agostino e Prospero d’Aquitania assenti nella prima lettera, ma soprattutto fornisce un elenco di passioni dei santi e vite dei martiri.
Nel complesso Notkero si muove nel solco della tradizione inaugurata da Gerolamo con il De viris illustribus e prosegue con Cassiodoro e le Institutiones, proponendo un canone di autori grossomodo coincidente e solo in minima parte ristrutturato con l’aggiunta delle auctoritates più recenti, quali Beda, Alcuino e Rabano Mauro.
Come anticipato, Notkero non si limita a elencare le opere, ma fornisce per ciascuna un giudizio preciso, articolato e pertinente, da cui si evince l’intima conoscenza dei testi citati. È difficile però valutare quanto le posizioni di Notkero fossero condivise da esegeti della sua generazione.
Si osservi infine la scelta del genere epistolare, che pone l’autore entro una cornice espositiva in forma di colloquio con il suo destinatario. L’impostazione allocutiva è stilizzata in formule del tipo “Se vuoi informarti su un certo argomento, allora leggi questo o quel libro”. Ciò permette di percepire la presenza di Salomone con forza, cui Notkero non risparmia qualche stoccata ironica a rimprovero della scarsa attenzione mostrata in passato. I toni rimangono però sempre amichevoli e danno l’impressione della confidenza che legava i due.

### Formulae Sangallenses Salomonis III tempore
Raccolta allestita dallo stesso Notkero collezionando cinquanta testi in prosa e in versi, per lo più modelli da impiegare nella cancelleria e nella comunicazione epistolare, e concepita come sussidio al cardinalato di Salomone, che nell’890 era stato ordinato arcivescovo di Costanza. È trasmessa come seconda parte del Liber formularum, in cui compare a seguito della Notatio de illustribus viribus.

## Riferimenti

#### Edizioni
- Notkerus Balbulus, Continuatio Breviarii Erchanberti, MGH, SS, 2, pp. 329–330.
- Notkerus Balbulus, Gesta Karoli Magni Imperatoris, ed. H. F. Haefele, Notker der Stammler, Taten Kaiser Karls des Großen, Berlin, 1962.
- Calvin M. Bower, The «Liber ymnorum» of Notker Balbulus I Text and Music II Commentary praef. Susan K. Rankin, London, Henry Bradshaw Society, 2016.
- Notkerus Balbulus, Notkeri De sancto Stephano, ed. P. Von Winterfeld, MGH, PLMA, 4, pp. 337–339.
- E. Dümmler, Das Martyrologium Notkers und seine Verwandten, «Forschungen zur Deutschen Geschichte», 25, 1885, pp. 197–220.
- W. Berschin, Notkers Metrum de vita sancti Galli, in Florilegium Sangallense (Festschrift Johannes Duft), St. Gallen-Sigmaringen 1980, pp. 71–121.
- Notkerus Balbulus, Epistola ad Lantbertum, MGH Epist. IX, 2022, pp. 103–4, n. 49.
- Lettere in prosa: W. von den Steinen, Notkers des Dichters Formelbuch, «Zeitschrift für Schweizerische Geschichte», 25, 1945, pp. 449–490.
- Lettere in poesia: W. Von den Steinen, Notkers des Dichters Formelbuch, «Zeitschrift für Schweizerische Geschichte», 25, 1945, pp. 138–141.
- Notkerus Balbulus, Notatio de illustribus viris, ed. E. Rauner, «Mittellateinisches Jahrbuch», 21, 1986, pp. 34–69.
- E. Dümmler, Das Formelbuch des Bischofs Salomo III. von Konstanz aus dem neunten Jahrhundert, Leipzig 1857, 64-76.
- W. Von den Steinen, Notkers des Dichters Formelbuch, «Zeitschrift für Schweizerische Geschichte» 25, 1945, pp. 449–490.

#### Repertori
- L. Castaldi – P. Chiesa (a cura di), La trasmissione dei testi latini del Medioevo. Mediaeval Latin Texts and Their Transmission. Te.Tra., vol. 1, Firenze, 2004-2022, pp. 306–316.

#### Studi
- C. M. Bower, The Liber ymnorum of Notker Balbulus, vol. 1: Text and Music; vol. 2: Commentary, Woodbridge: Boydell Press for the Henry Bradshaw Society, 2016.
- S. Cantelli Berarducci, La “Notatio de Illustribus Viris” di Notkero il Balbuziente. Programmi di studio e letture nella scuola abbaziale di San Gallo, Rivista di storia dell’educazione, no. 2, 2018, pp. 339–365.
- E.R. Curtius, European Literature and the Latin Middle Ages, New York, 1953.
- J. Davis-Secord, Rhythm and Music: The Sequences of Notker Balbulus, The Journal of Medieval Latin 22, 2012, pp. 117–148.
- P. Elliott, Metals, kingdoms and monarchical concerns: the biblical substructure of Notker’s Gesta Karoli Magni, Medium Ævum 91, no. 2, 2022, pp. 187–209.
- L. Halphen, Études critiques sur l’histoire de Charlemagne, IV, Le moine de Saint Gall, in Études critiques sur l’histoire de Charlemagne, Paris 1921.
- F. Heinzer, Gold in the sanctuary, Toronto  Pontifical Institute of Mediaeval Studies, 2022.
- K.E. Ju, L’opera di Notker nell’Italia settentrionale e il sequenziario di Intra, in Aevum 79, no. 2, 2005 p. 265-282.
- B.M. Kaczynski, Reading the Church Fathers: Notker the Stammerer’s ‘Notatio de Illustribus Viris’, The Journal of Medieval Latin 17, 2007, pp. 401–412.
- S. Maclean, Kingship and Politics in the Late Ninth Century. Charles the Fat and the End of the Carolingian Empire, Cambridge 2007.
- T. F. X. Noble, Charlemagne and Louis the Pious: The Lives By Einhard, Notker, Ermoldus, Thegan, and the Astronomer, Philadelphia, 2009.
- I. Pagani, Sapientissimus ac providentissimus Imperator: Carlo Magno nei «Gesta Karoli» di Notkero Balbulo, in I. Pagani e F. Santi (curr.), Il secolo di Carlo Magno. Istituzioni, letterature e cultura del tempo carolingio, Firenze, SISMEL - Edizioni del Galluzzo, 2016, pp. 37–51.
- I. Pagani, L’oltremare nei Gesta Karoli Magni imperatoris di Notkero Balbulo, in Schola Salernitana – Annali, XXII, 2017, pp. 133–166.
- T. Siegrist, Herrscherbild und Weltsicht bei Notker Balbulus. Untersuchungen zu den Gesta Karoli, Zürich, 1963.
- G. Vinay, Alto Medioevo latino : conversazioni e no, Napoli, Liguori, 2003.
- W. Von den Steinen, Notker der Dichter und seine geistige Welt, Bern, 1948.